# Psyllopsis meliphila
Psyllopsis meliphila är en insektsart som beskrevs av Löw 1881. Psyllopsis meliphila ingår i släktet Psyllopsis och familjen rundbladloppor. Inga underarter finns listade i Catalogue of Life.